# Péninsule de Zamboanga

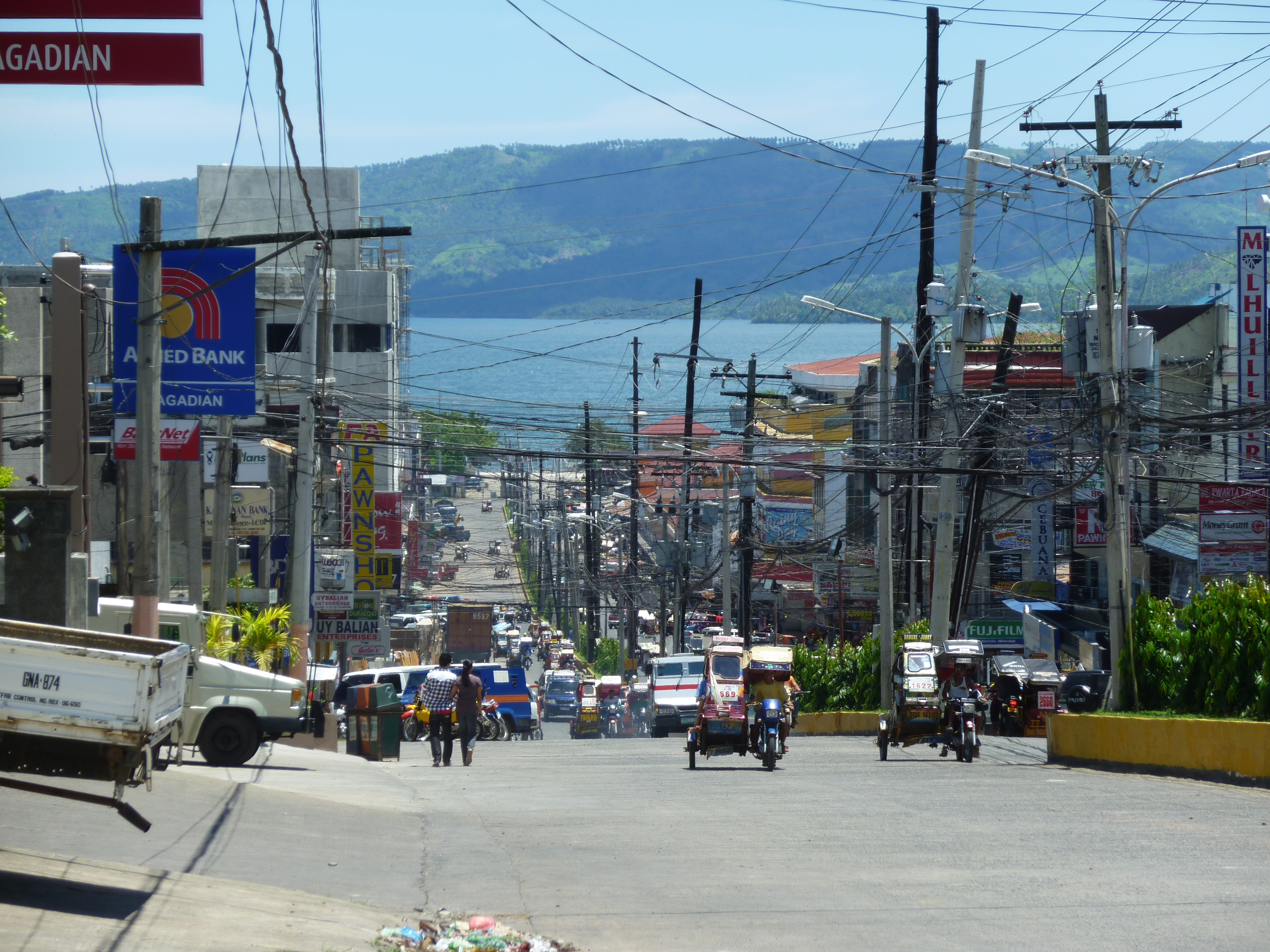

La péninsule de Zamboanga est une péninsule et une région des Philippines, également appelée « région XI ». Elle forme, au sud, le golfe de Moro, partie de la mer de Célèbes.
La région comprend trois provinces,  Zamboanga du Nord, Zamboanga du Sud et Zamboanga Sibugay, ainsi que les villes de Dipolog, Dapitan, Pagadian (qui est sa capitale), Isabela (géographiquement située dans la province de Basilan) et Zamboanga. Avant la promulgation de l'ordre exécutif No. 36 le 19 septembre 2001, elle portait le nom de Mindanao occidentale.